# Nahverkehr in Hamburg

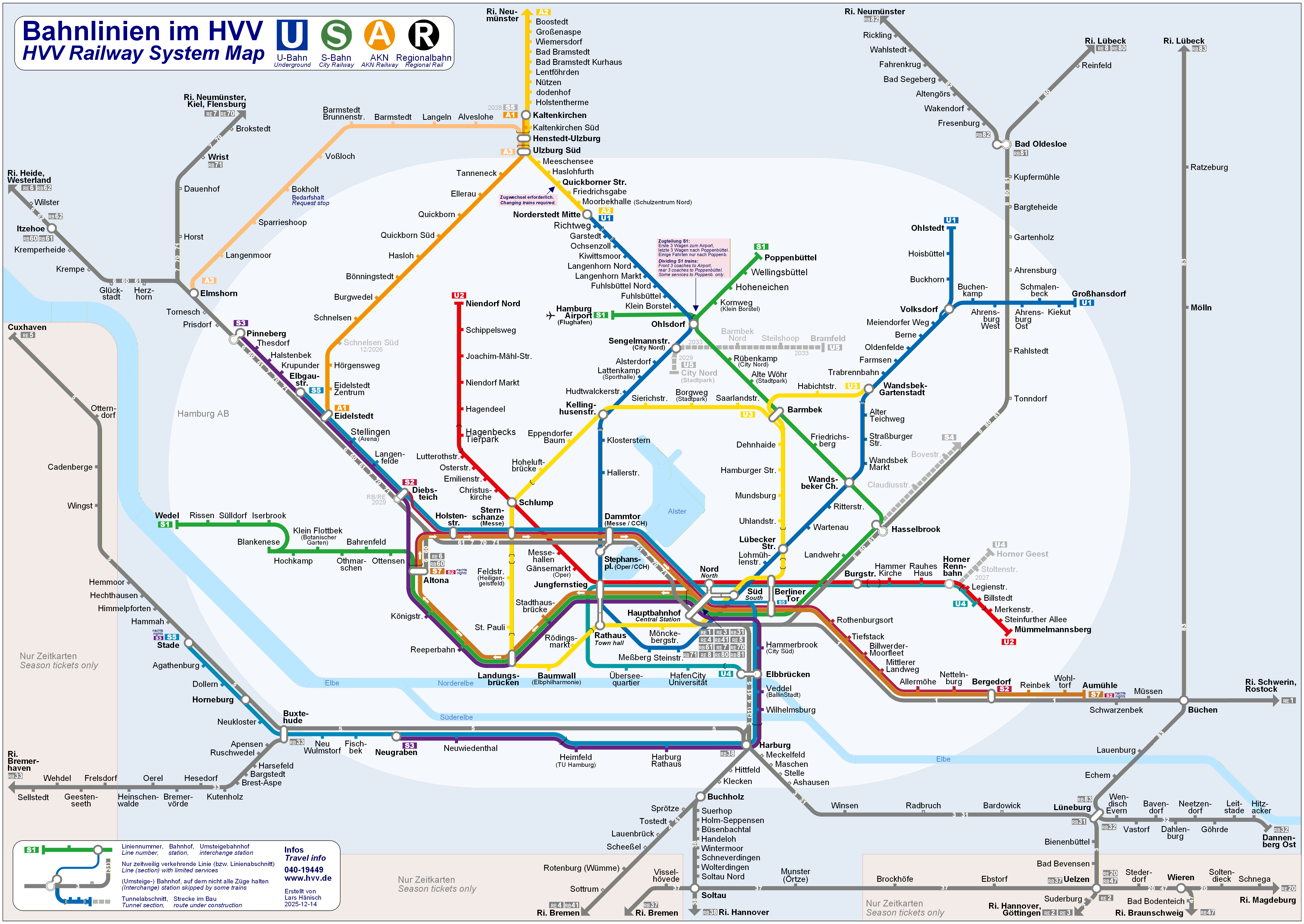
Hamburger S- und U-Bahn-Netz

Der Nahverkehr in Hamburg besteht vor allem aus der U-Bahn der Hochbahn, der S-Bahn der DB, den drei Linien der AKN Eisenbahn sowie zahlreichen Buslinien der beiden Verkehrsunternehmen Hochbahn und vhh.mobility. Die Straßenbahn (der HHA) wurde ab den 1960er Jahren bis zum Herbst 1978 nach und nach eingestellt und durch U-Bahn-Strecken und Busbetrieb ersetzt. Außerdem gibt es im Hamburger Hafen und zu den Elbvororten (Finkenwerder, Nienstedten, Blankenese) Schiffslinien bzw. Hafenfähren der HADAG.
Organisiert wird der Nahverkehr vom Hamburger Verkehrsverbund (HVV). Es besteht ein einheitlicher Verbundtarif. „Hamburg AB“ (für den Zeitkartentarif 2 „Ringe“) bezieht auch einige angrenzende Städte und Gemeinden in Schleswig-Holstein und Niedersachsen mit ein. Der Verbundbereich beinhaltet die benachbarten Kreise von Schleswig-Holstein und Landkreise von Niedersachsen.

## S- und U-Bahn

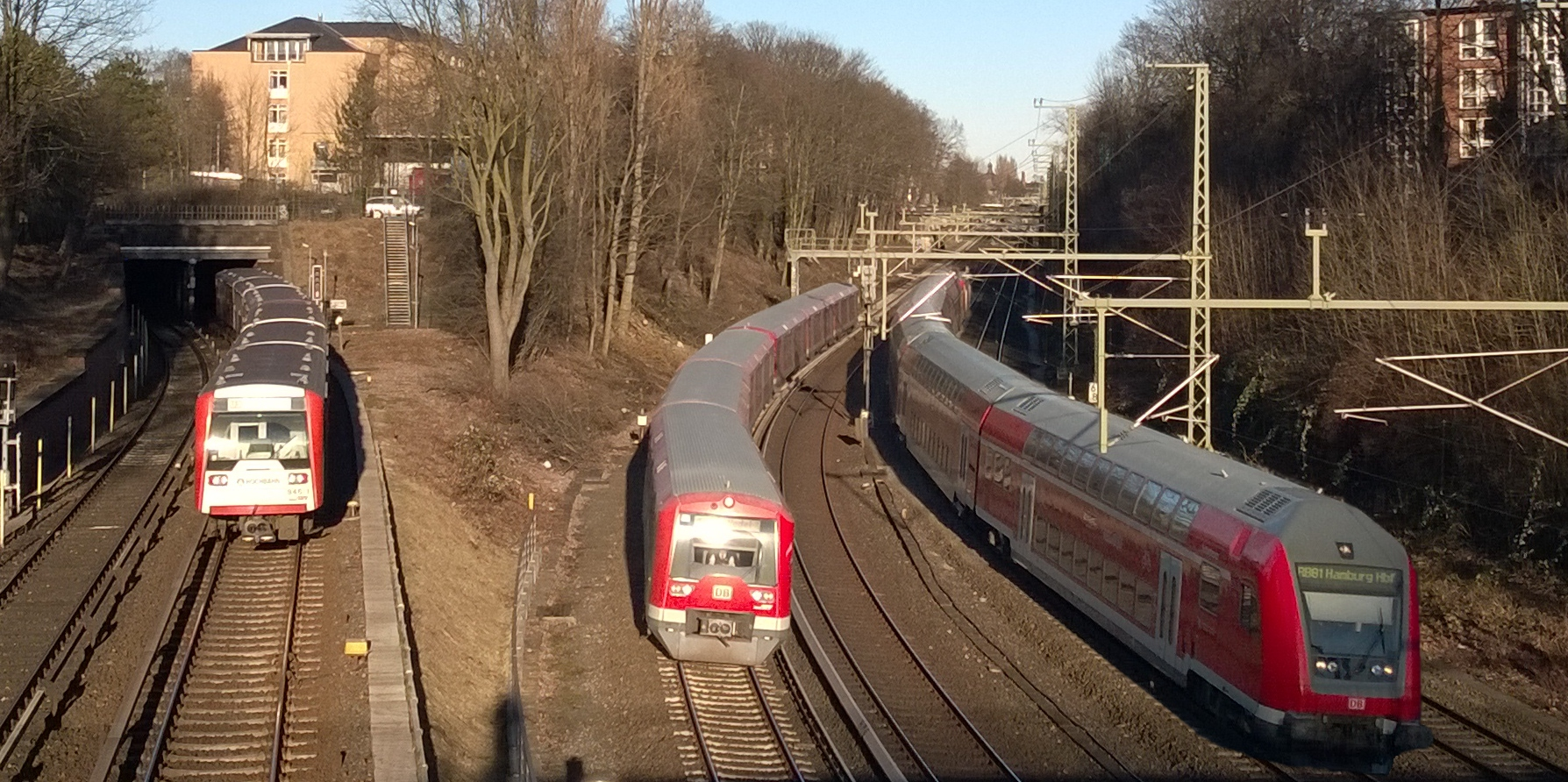
U-Bahn, S-Bahn und Regionalbahn in Hamburg

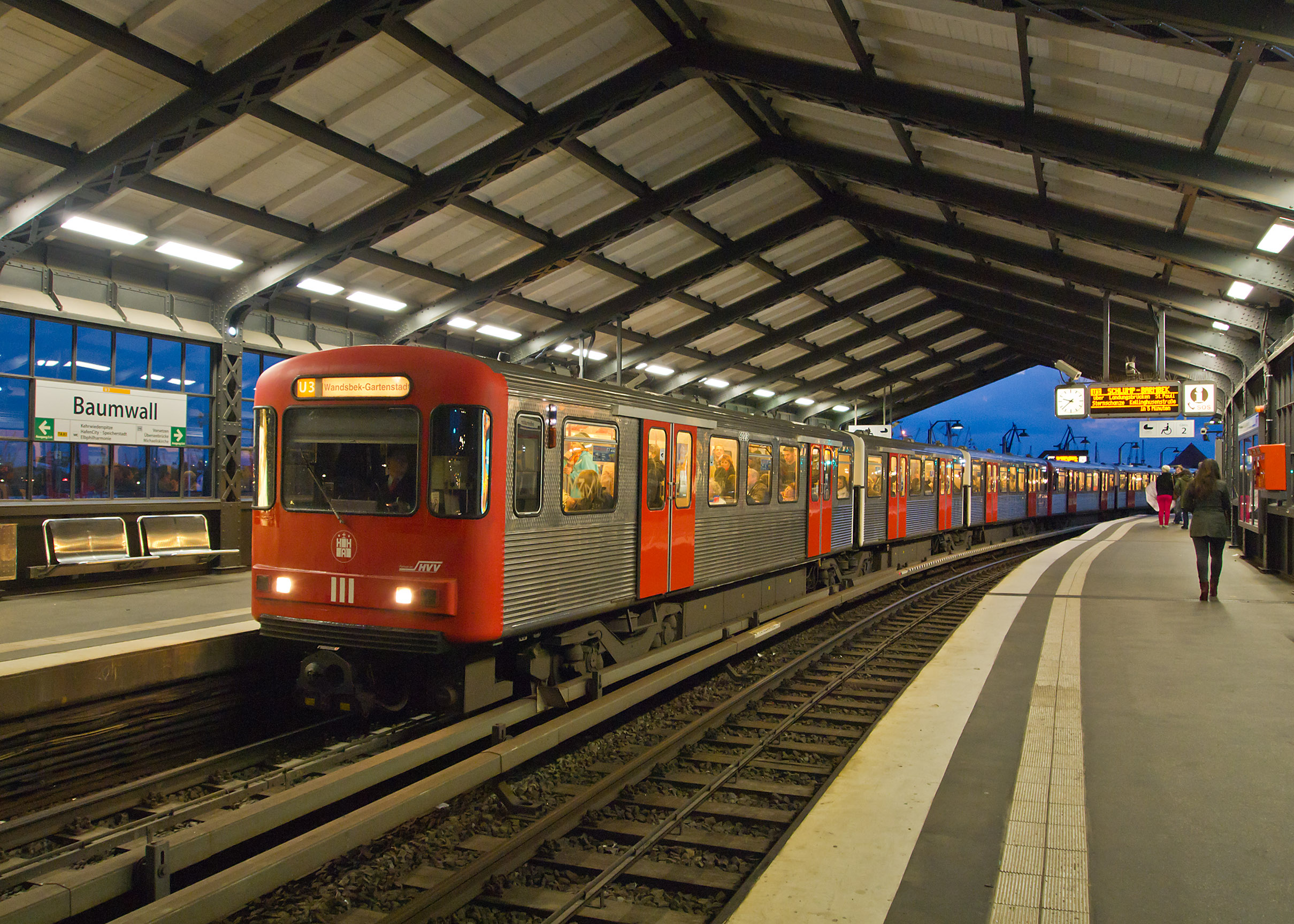
DT-3-Zug auf der U3 im U-Bahnhof Baumwall

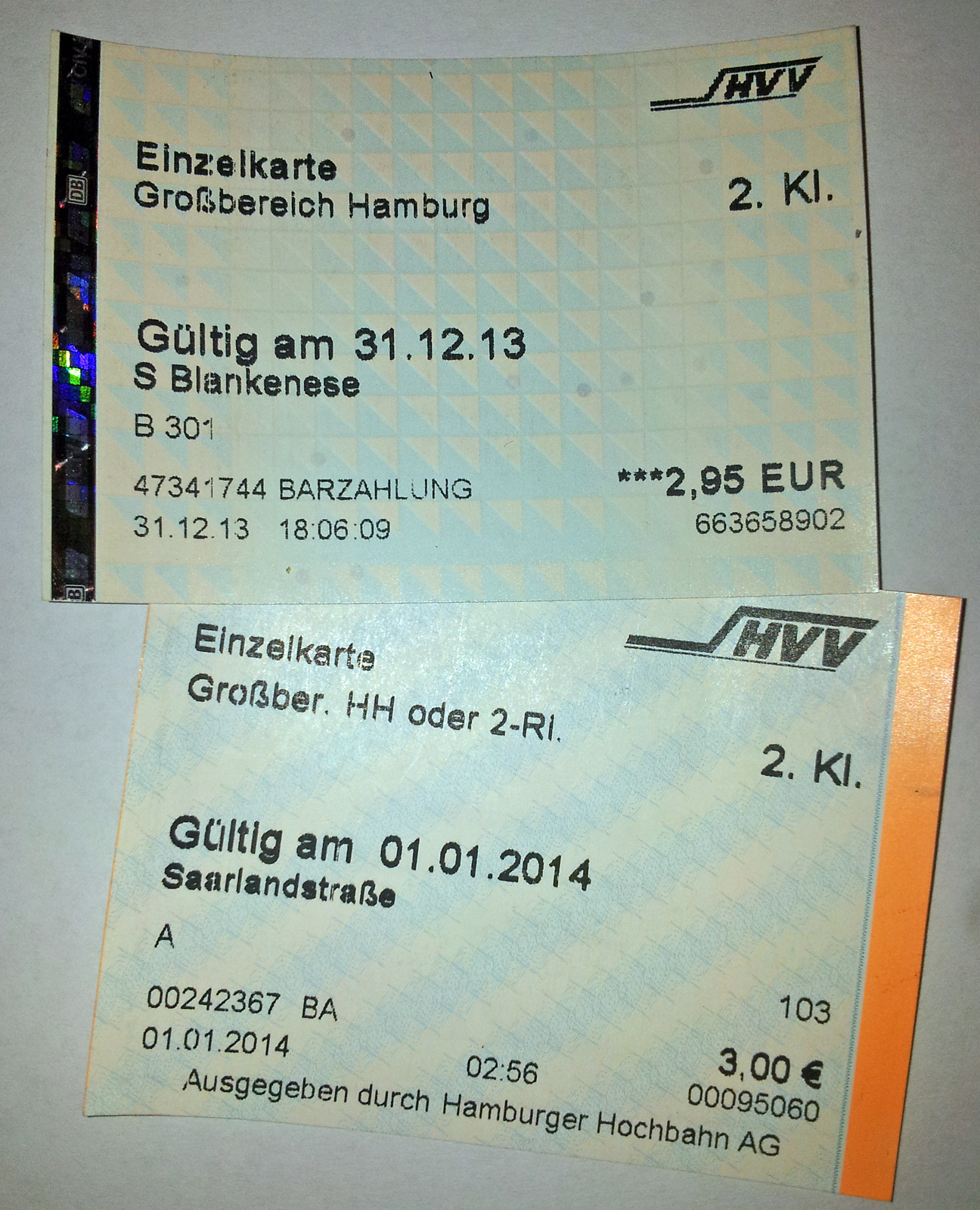
Fahrkarten ausgestellt durch die Hamburger Hochbahn sowie die S-Bahn Hamburg

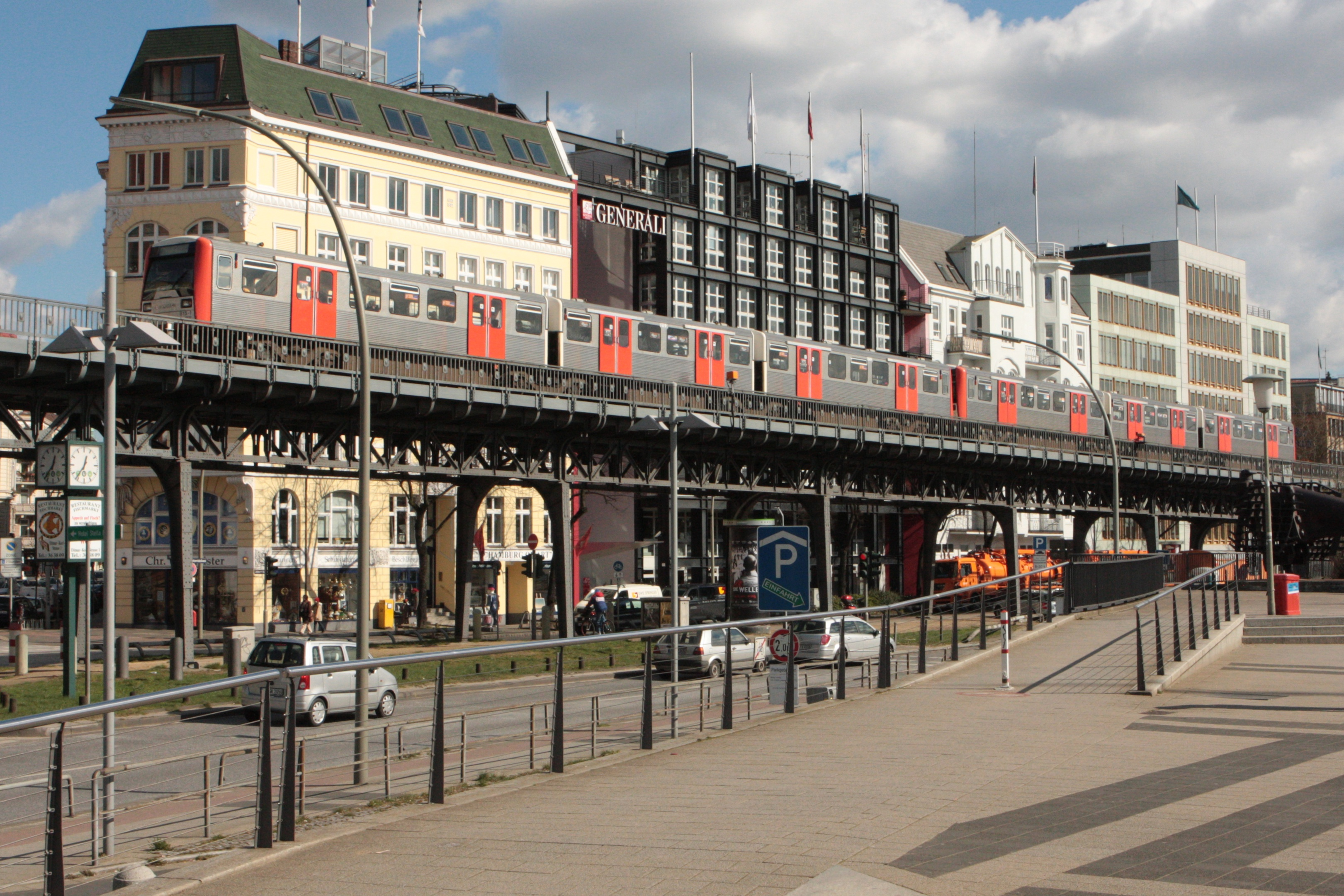
Hochbahn-Strecke am Johannisbollwerk

Das U-Bahn-Netz besteht aus vier Linien. Besonders hervorzuheben ist die in einem Ring ab Barmbek und durch die Innenstadt führende älteste Linie U3 (Inbetriebnahme 1912). Sie begründet mit ihren Viadukt-Abschnitten die zusätzlich gern verwendete Bezeichnung „Hochbahn“ (daher auch der Name Hamburger Hochbahn AG). Zu den touristischen Attraktionen gehören die Viadukt-Strecken am Hafen zwischen U-Bahnhof Rödingsmarkt und Landungsbrücken sowie zwischen Eppendorfer Baum und Hoheluftbrücke in Harvestehude.
Bei dem Fahrplanwechsel am 10. Dezember 2023 wurde das S-Bahn-Liniennetz in Hamburg geändert: Die ehemaligen Linien S11, S21 und S31 sind aufgegeben worden. Es gibt neben den schon bestehenden Linien S1, S2 und S3 nun auch die Linie S5. Diese verkehrt zwischen Stade und Elbgaustraße, während die S3 von Stade nach Neugraben verkürzt wurde. Die Linien S1 (Wedel – Poppenbüttel / – Hamburg Airport (Flughafen)) und S3 (Pinneberg – Neugraben) führen nun über den sogenannten Citytunnel (Hauptbahnhof – Jungfernstieg – Stadthausbrücke – Landungsbrücken – Reeperbahn – Königstraße – Altona) weiter in Richtung Wedel bzw. Pinneberg, während die Linien S2 (Altona – Aumühle) und S5 (Stade – Elbgaustraße) über die oberirdische Verbindungsbahn (Hauptbahnhof – Dammtor – Sternschanze – Holstenstraße – Altona) führen, wo die S2 dann in Altona endet und die S5 weiter bis Stade führt.
Die S-Bahn-Triebwagen werden mit Gleichstrom betrieben und über seitlich bestrichene Stromschienen mit Energie versorgt. Ausnahme ist der niedersächsische Abschnitt ab Neugraben bis Stade, auf dem spezielle Zweisystem-S-Bahn-Triebzüge auf der mit Oberleitung ausgestatteten Strecke fahren können.
Regionalzüge haben für den Verkehr innerhalb des Hamburger Stadtgebietes nur eine geringe Bedeutung, sie können aber mit HVV-Verbundfahrkarten genutzt werden. Ausnahme ist die Strecke nach Ahrensburg, die lange Zeit als lokbespannte S-Bahn-Linie S4 betrieben wurde (ein Ausbau zur S-Bahn ist in Bau). Die Region wird mit Regionalverkehrslinien verschiedener Eisenbahnverkehrsunternehmen erschlossen. Diese Linien tragen die Bezeichnungen „RE“ für RegionalExpress oder „RB“ für RegionalBahn gefolgt von einer Liniennummer.
Darüber hinaus betreibt die landeseigene AKN der Länder Schleswig-Holstein und Hamburg die drei Bahnlinien A1–A3. Tariflich sind diese der U- und S-Bahn gleichgestellt.

### Geschichte
Die S-Bahn bediente bis zum 10. Dezember 2023 auf fünf radialen Hauptstrecken mit den Linienbezeichnungen S1, S21, S3 und S31. Dazu gab es noch die Linien S11 und S2, die während der Hauptverkehrszeiten bzw. zu den Ladenöffnungszeiten die Hauptlinien verstärkten. Die Hauptlinien wurden im 10-Minuten-Takt bedient. Zwischen Hauptbahnhof und Hamburg-Altona gibt es eine oberirdische Verbindung über Dammtor (Verbindungsbahn) und eine Tunnelstrecke über Jungfernstieg und Landungsbrücken (City-S-Bahn Hamburg). Dies war der Grund für die zweistelligen Linienbezeichnungen: die Linien S11, S21 und S31 führten über die ältere Verbindungsbahn, während die Linien S1, S2 und S3 durch den Citytunnel führten.

## Busverkehr
Das Hamburger Linienbusnetz gliedert sich heute in verschiedene Arten von Buslinien, die das Bahnnetz verdichten und die städtischen Gebiete mit dem Umland verbinden:
- Metrobuslinien mit ein- oder zweistelligen Liniennummern (1–29), die mit bestimmten Qualitätskriterien der Bedienungshäufigkeit das Grundgerüst im Hamburger Stadtbusnetz bilden; verkehren auch in den Nächten auf Samstage, Sonntage und Feiertage
- ergänzende „normale“ Stadt- und Regionalbusverbindungen mit dreistelligen Liniennummern (Regionalbuslinien teilweise vierstellig)
- zuschlagfreie „Xpressbus“-Linien, die Direktverbindungen zu Bahnstationen vorzugsweise für den Berufsverkehr herstellen (Liniennummern mit vorangestelltem X)
- Nachtbusverbindungen (Liniennummern 601–688), die je nach Wochentag (Nächte auf Montage bis Freitage bzw. auf Samstage, Sonntage und Feiertage) mit unterschiedlichen Bedienungshäufigkeiten verkehren (Mo–Fr auch als Ersatz für die dann nicht verkehrenden Bahnlinien)
- Bis 2021 gab es zudem zuschlagpflichtige Schnellbusverbindungen mit zweistelligen Liniennummern (ursprünglich 21–49), die mit größeren Haltestellenabständen zwischen den äußeren Stadtteilen und der Innenstadt verkehrten (zum großen Teil als Durchmesserlinie), eine Halbringlinie (Linie 39) bildete oder einen Quartierbusbetrieb (Linien 47–49 in Volksdorf und Blankenese) anboten.

## Nachtverkehr
In den Nächten von Sonntag bis Donnerstag endet der reguläre Bahn- und Busverkehr gegen 0:30 Uhr. Ab 1970 verkehrten ab 1 Uhr nur noch Nachtbuslinien mit 600er Nummern mindestens stündlich ab Rathausmarkt in alle Richtungen sowie eine Halbringlinie mit der Nummer 600. Vorher gab es auch noch Straßenbahnlinien, die während der Nacht betrieben wurden. Von Verkehrsknotenpunkten wie Bf. Barmbek oder Wandsbek Markt besteht Anschluss an weitere Nachtbuslinien, die von dort in die Stadtrandgebiete führen.
In den Nächten vor Samstagen, Sonntagen und Feiertagen in Hamburg verkehren U-Bahn-Linien durchgehend im 20-Minuten-Takt, zudem besteht ein durchgehender 24-Stunden-Betrieb auf vielen S-Bahn-, Metro- und Stadtbuslinien. Der Nachtverkehr kann zum normalen Tarif zuschlagfrei genutzt werden.

### Geschichte des Nachtverkehrs
In den 1920er Jahren – als Straßenbahnen dominierten und sich ein Kraftomnibusnetz gerade entwickelte – hatte Hamburg bereits Nachtbuslinien.
In den Nachkriegsjahren dominierten zunächst Straßenbahnen. Es wurde ein Nacht-Straßenbahnnetz aufgebaut, das neben Durchmesserlinien bis 1957 auch eine Ringlinie (Alsterring) über St. Pauli enthielt. Im Mai 1959 wurde mit der Linie 52 (Bf. Altona – Wallring – Hauptbahnhof) die erste Nachtbuslinie der Nachkriegszeit eingerichtet (zeitliche Erweiterung der Tageslinie 52). Sie war nötig geworden, nachdem die Straßenbahnlinien 6 und 7 zwischen St. Pauli und Altona eingestellt wurden. In späteren Jahren wurde das Nachtbusnetz ausgebaut, wenn Straßenbahnlinien entfielen. Stets hatten die Nachtbusse die Linienbezeichnung der Tageslinien übernommen, so wie dies auch bei der Straßenbahn der Fall war. Zum Sommerfahrplan 1970 (gültig ab Ende Mai) wurde das Nachtnetz vollkommen neu organisiert, wobei die letzten Nachtstraßenbahnlinien komplett eingestellt wurden. Seitdem fahren die Busse mit 600er Nummern zur vollen Stunde ab Rathausmarkt in die Stadtteile hinaus. Die Fahrpläne waren so koordiniert, dass die Busse kurz vor der vollen Stunde am Rathausmarkt eintrafen, so dass die Fahrgäste ausreichend Zeit zum Umstieg hatten. In den Stadtteilzentren begannen Ergänzungslinien (z. B. am Bf. Barmbek Linie 617), die wiederum Anschluss an die wichtigsten den Rathausmarkt berührenden Nachtlinien (in diesem Beispiel die 607) hatten. Komplettiert wurde dieses System durch die im 30-Minuten-Takt verkehrende Halbringlinie 600, die die Stadtteilzentren untereinander verband, allerdings nicht an alle Radiallinien direkte Anschlüsse bot. In späteren Jahren wurden weitere Ergänzungslinien eingerichtet, die teilweise aber nur in den Wochenendnächten betrieben wurden. In dieser Form wurde das Nachtbusnetz bis Dezember 2004 betrieben. Aufgrund zunehmender Fahrgastzahlen schien eine Neuorganisation des Nachtnetzes sinnvoll. In den inneren Wochennächten wird das Nachtbusnetz wie bisher weiterbetrieben, wobei die Busse in aller Regel stündlich fahren. In den Wochenend-Nächten hingegen werden die meisten U- und S-Bahn-Linien nun im 20-Minuten-Takt durchgehend betrieben. Bis auf die nach Norderstedt Mitte fahrende U1 und die Pinneberger S3 enden die U- und S-Bahnen an der letzten Station in Hamburg. Der Weiterbetrieb des bisherigen Nachtbus-Systems war mit dem U- und S-Bahn-Netz nicht sinnvoll. Daher werden heute zahlreiche Metrobus- und normale Buslinien (in teilweise angepasster oder verkürzter Form gegenüber der Tageslinie) im 40-Minuten-Takt ebenfalls rund um die Uhr betrieben, die direkten Bahnanschluss besitzen. Nur in wenigen Fällen sind auch in diesen Nächten normale Nachtbusse (mit 600er Nummer) im Einsatz.
Zusätzlich gab es bis in die 1980er Jahre ein durch die HHA betriebenes Personalbus-Netz. Deren Busse fuhren nach festen Fahrplänen entlang der U-Bahn-Strecken und boten den Betriebsangehörigen einen Anschluss an das Nachtbusnetz. (Beispiellinie: Großhansdorf – Barmbek mit Halt in der Nähe aller U-Bahn-Haltestellen) Immerhin war früher jede U-Bahn-Haltestelle bis nach Betriebsschluss personell besetzt und man wollte jenen Mitarbeitern wie auch den Zugfahrern die Möglichkeit bieten, den Dienstort ohne Auto zu erreichen. Für Hochbahner war die Mitfahrt kostenfrei. Es gab sogar ein eigenes Fahrplanheft. Diese Linien wurden im normalen Fahrplanbuch nicht erwähnt, dennoch war es möglich, auch als Nicht-HHA-Beschäftigter diese Busse gegen ein Entgelt zu benutzen. Allerdings berechtigte dieser Fahrschein nicht zum Umstieg. Später wurden diese Fahrdienste von Taxis übernommen und waren seitdem wirklich nur Bediensteten der HHA vorbehalten.

## Schiffsverkehr

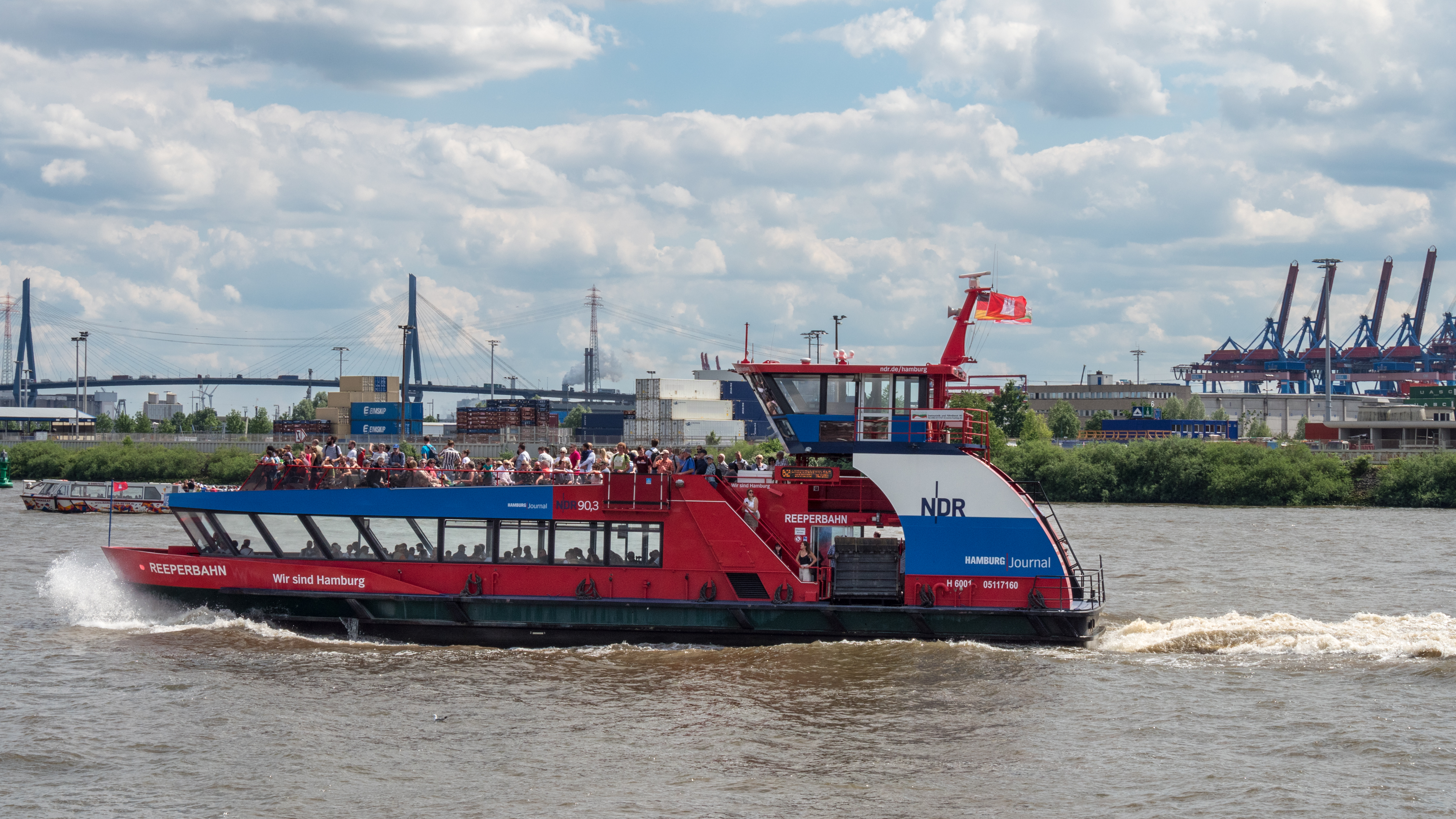
Hafenfähre „Reeperbahn“

Auf der Elbe und im Hafengebiet gibt es sechs Schiffslinien der HADAG zum normalen HVV-Tarif. Daneben gibt es touristische Angebote auf der Unterelbe und auch auf der Alster sowie den anschließenden Kanälen. Auf drei Alsterschiffs-Linien galt bis 1984 ebenfalls der Verbundtarif des HVV, sie erfüllten damit Aufgaben im städtischen Nahverkehr. Danach wurde auch das Angebot der Linienfahrt primär auf Touristik und Freizeitangebote ausgerichtet.
An dem Verkehrsknotenpunkt St. Pauli-Landungsbrücken befinden sich neben den Schiffsanlegern auch die Haltestellen der U-Bahn-Linie U3 (auf dem Damm am Geesthang), der S-Bahn-Linien S1 und S3 (Tunnelbahnhof) sowie der Buslinien 2, 111 und der Nachtbuslinie 608. Vor Jahrzehnten verkehrten hier noch die Straßenbahnlinien 1, 7 und 14.

## On-Demand-Angebote
Die VHH und das Technologieunternehmen ioki betrieben unter dem Namen ioki Hamburg in den abgegrenzten Gebieten Lurup/Osdorf und Billbrook einen On-Demand-Verkehr mit kleinen Fahrzeugen, der eine Ergänzung zum bestehenden Nahverkehr innerhalb des HVV bot. Zum Jahreswechsel 2022/2023 wurden die ioki-Gebiete in Lurup/Osdorf und Billbrook aufgegeben, dafür aber unter dem neuen Namen hvv hop in Harburg neu angeboten. Außerdem sind (Stand Juni 2020) mit MOIA und FREE NOW zwei privatwirtschaftliche Ridepooling-Unternehmen in Hamburg aktiv, die außerhalb des HVV-Tarifs angeboten werden.

## StadtRAD Hamburg

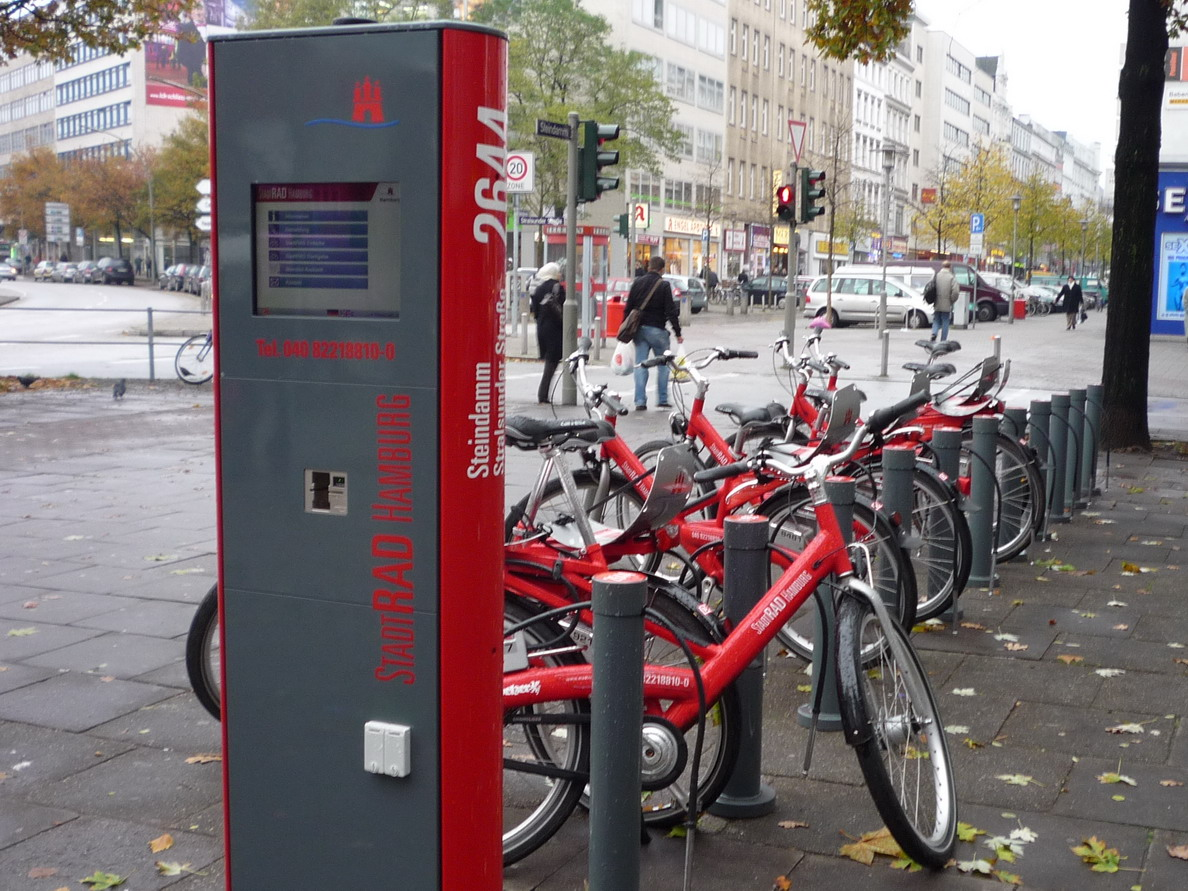
Eine StadtRAD-Verleihstation

Das Fahrradverleihsystem StadtRAD ergänzt den öffentlichen Nahverkehr im inneren Stadtgebiet (etwa Ring 2) sowie in Wilhelmsburg. An zahlreichen S- und U-Bahnhöfen sowie einigen Fähranlegern und abseits davon stehen insgesamt 129 Stationen und 1650 Fahrräder bereit. Dort können angemeldete Nutzer per Handy, Nutzer- oder Bankkarte Räder ausleihen, die an einer anderen Station zurückgegeben werden können. StadtRAD Hamburg ist bezogen auf die Nutzungszahlen das erfolgreichste Fahrradverleihsystem in Deutschland, was sich in der Bestnote beim ADFC-Fahrradklima-Test 2012 bestätigt.